# Оливия Бенсон
Оливия Маргарет Бенсон (англ. Olivia Margaret Benson) — персонаж американского телесериала «Закон и порядок: Специальный корпус», роль которой исполняет актриса Маришка Харгитей.

## История создания
Автор сериала Дик Вульф назвал персонажа именем Оливия и её напарника Эллиота в честь своих детей, сына и дочери.

## Биография
Родилась в результате изнасилования. Детектив Оливия Бенсон работает в Специальном корпусе Манхэттена и занимается расследованием преступлений на сексуальной почве. Она каждый раз сочувствует жертвам сексуального насилия, и, если вдруг преступнику удается уйти от наказания, считает себя ответственной за произошедшее. Довольно часто это её чувство сострадания к жертвам мешает ей быть беспристрастной в ходе расследования и объективно оценить ситуацию.
В эпизоде «Haystack» с помощью родственного анализа ДНК Оливия узнает, что у неё есть единокровный брат.

## Отношения
Мать Оливии — Серена Бенсон (1944—2000), преподаватель английского языка, была хроническим алкоголиком. В эпизоде Taken, будучи в состоянии опьянения, она погибает, свалившись с лестницы около входа в бар, где они с дочерью могли бы помириться.
В эпизоде «Intoxicated» она упоминает о том, что когда ей было 17, она была помолвлена с 21-летним студентом своей матери. В эпизоде «Closet» её коллеги с удивлением узнают о том, что она уже четыре месяца встречается с журналистом Куртом Моссом.
Несмотря на то что в сериале никогда не было в подробностях показано, исполнительный продюсер Нил Баэр заявил, что между Александрой Кэбот и детективом Оливией Бенсон существовала определённая сексуальная связь.

## Изнасилование
В эпизоде «Под прикрытием» (Undercover) Оливия в ходе секретного задания садится в женскую колонию для особо опасных заключенных для раскрытия серии жестоких убийств и изнасилований. В ходе истории Оливия сама почти становится жертвой маньяка в тюремном подвале. На вопрос своей коллеги, медицинского эксперта Мелинды она отвечает: «Ближе к изнасилованию я ещё не была».

## Признание критиков
Маришка Харгитей была удостоена семи номинаций на премию «Эмми», одну из которых она выиграла, стала лауреатом премий «Золотой глобус», «Gracie Awards», « Prism Award».
Критик из San Francisco Chronicle назвал её героиню примером для подражания всех девочек-подростков.